# La Vansa i Fórnols
La Vansa i Fórnols település Spanyolországban, Lleida tartományban. La Vansa i Fórnols Alàs i Cerc, Cava, Josa i Tuixén, La Coma i la Pedra, Fígols i Alinyà és Ribera d’Urgellet községekkel határos. Lakosainak száma 188 fő (2024).

## Népesség
A település népessége az utóbbi években az alábbiak szerint változott:
| Lakosok száma | 430  | 885  | 822  | 469  | 160  | 192  | 213  | 210  | 161  | 188  |
|               | 1717 | 1887 | 1936 | 1960 | 1986 | 2004 | 2009 | 2014 | 2019 | 2024 |